# Georgios Gounalakis
Georgios Gounalakis (* 1958 in Stoli, Kreta) ist ein griechisch-deutscher Rechtswissenschaftler.

## Leben
Gounalakis absolvierte sowohl Promotion (1988) als auch Habilitation (1992) bei Friedrich Kübler an der Universität Frankfurt am Main. Er nahm Lehrstuhlvertretungen an den Universitäten Marburg und Leipzig wahr. 1992 bzw. 1993 erhielt er Rufe an die Fachhochschule Jena bzw. die Universität Leipzig (1993). Seit dem Sommersemester 1994 ist er Professor für Bürgerliches Recht, Internationales Privatrecht, Rechtsvergleichung und Medienrecht an der Universität Marburg. Im März 2000 erhielt er einen Ruf an die Universität Karlsruhe.
Schwerpunkte seiner Forschung und Lehre bilden das Bürgerliche Recht, das Handels- und Wirtschaftsrecht, das internationale Privatrecht, die Rechtsvergleichung sowie vor allem das Urheber- und Medienrecht.
Gounalakis nahm mehrfach Lehr- und Forschungsaufenthalte an ausländischen Universitäten wahr. Er ist Erasmus- und Magisterbeauftragter des Fachbereichs und betreut die ausländischen und deutschen Magisterstudenten. Gounalakis ist Mitbegründer und Mitglied des Direktoriums der Forschungsstelle für Medienrecht und Medienwirtschaft am Fachbereich. Kontakt zur Praxis hält er, indem er mit Rundfunkanstalten, Unternehmen, Verbänden, Kanzleien im Medienbereich und den Landesmedienanstalten kooperiert.
Gounalakis wurde 2007 als Sachverständiger in die Kommission zur Ermittlung der Konzentration im Medienbereich (KEK) berufen und gehört ihr seitdem als Mitglied an. Seit 2017 ist er Vorsitzender der KEK.
Seit 2016 ist er Richter am Deutschen Medienschiedsgericht (DMS). Gounalakis nimmt ständig Lehr- und Forschungsaufenthalte an ausländischen Universitäten wahr, zuletzt an der Monash University Melbourne/Australien.

## Schriften
- (mit Peter Gilles und Holger Heinbuch) Handbuch des Unterrichtsrechts: Schulung, Bildung und Freizeitgestaltung durch kommerziellen Direktunterricht und Fernunterricht privater Dienstleistungsunternehmen in Recht und Praxis. Beck, München 1988 (besprochen von: Schatzschneider, NJW 1988, S. 1772; Wimmer, Zeitschrift für Erziehung und Schule 3/1988; Wörz, Kultus und Unterricht 8/1989; Fetzer, Zeitschrift für Internatserziehung und sozialwissenschaftliche Forschung 1989).
- Kabelfernsehen im Spannungsfeld von Urheberrecht und Verbraucherschutz. Zur urheberrechtlichen Problematik der Einspeisung von Rundfunksendungen in Kabelanlagen aus nationaler, internationaler und rechtsvergleichender Sicht (= UFITA-Schriftenreihe. Bd. 80). Nomos, Baden-Baden 1989 (besprochen von: Windisch, BB 1989, Heft 22, S. X; ders., BB 1989, Heft 28, S. XIV; Strauß, Filmkunst Nr. 121/1989, S. 19 f.; Müller, Akademie für Staats- und Rechtswissenschaft der DDR, 11/1989, S. 1–3; Nordemann, AfP 3/1989, S. 699 f.; Dreier, Medien und Recht 1989, S. 75; ders., GRUR Int. 2/1990, S. 170 f.; Ehlgen, ZUM 1990, S. 315 f.; Emmerich, Die Verwaltung 23 (1990), S. 110 f.; Dittrich, UFITA (Archiv für Urheber-, Film-, Funk- und Theaterrecht) Bd. 113 (1990), S. 294 f.; S.A., Communicatio Socialis Heft 1/1991; Vieweg, JR 1991, S. 394 f.)
- The Service Area Principle in the Framework of Cable Television: Legal Expertise for and on behalf of European Cable Communications Association (ECCA). Nomos, Baden-Baden 1995.
- (mit Hannes Rösler) Ehre, Meinung und Chancengleichheit im Kommunikationsprozeß. Eine vergleichende Untersuchung zum englischen und deutschen Recht der Ehre. Nomos, Baden-Baden 1998 (besprochen von: Nolte, AfP 1998, S. 664 f.)
- Das Signaturgesetz: Hindernis oder solide rechtliche Infrastruktur zur Etablierung digitaler Signaturen im electronic Business? (= Leitfaden E-Business. Nr. 16). PricewaterhouseCoopers, Frankfurt am Main 1999.
- Werbung im Internet: Rechtliche Aspekte (= Leitfaden E-Business. Nr. 19). PricewaterhouseCoopers, Frankfurt am Main 1999.
- Privacy and the Media. A Comparative Perspective (= Schriftenreihe Information und Recht. Bd. 7). Beck, München 2000 (besprochen in: RDV 2005, S. 55)
- Funktionsauftrag und wirtschaftliche Betätigung des Zweiten Deutschen Fernsehens. Am Beispiel des ZDF-Medienparks (= ZDF-Schriftenreihe. Band 59). Zweites Deutsches Fernsehen, Mainz 2000 (besprochen von: Dörr, K&R 2003, S. 138 f.).
- (mit Meinhard Heinze und Dieter Dörr) Urhebervertragsrecht: Verfassungs- und europarechtliche Bewertung des Entwurfs der Bundesregierung vom 30. Mai 2001. Vistas, Berlin 2001.
- (mit Lars Rhode) Persönlichkeitsschutz im Internet, Grundlagen und Online-Spezifika. Beck, München 2002 (besprochen von: Schmittmann, MMR 9/2002, MMR aktuell, S. XXXVII).
- Konvergenz der Medien: Sollte das Recht der Medien harmonisiert werden? Gutachten C zum 64. Deutschen Juristentag Berlin 2002. Beck, München 2002.
- Rechtshandbuch Electronic Business, C. H. Beck, München, 2003, ISBN 3-406-48090-X.
- (mit Elmar Mand) Kabelweiterleitung und urheberrechtliche Vergütung. Beck, München 2003 (besprochen von: Berger, tv diskurs, Heft 27/April 2004, S. 98–100; Dittrich, RundfunkRecht 2004, S. 23 f.)
- Elektronische Kopien für Unterricht und Forschung (§ 52a UrhG) im Lichte der Verfassung. Rechtsgutachten im Auftrag des Börsenvereins des Deutschen Buchhandels e.V. Mohr Siebeck, Tübingen 2003 (besprochen von: Peukert, UFITA 2004, Heft 2, S. 564–567; Ansgar Ohly, Die Verwaltung 2005, S. 419–422).
- (mit Heiko Drebes) Elektronische Handelsplattformen für Unternehmen am Beispiel von T-Mart. Beck, München 2005.
- Wirtschaftliche Kooperation bayerischer Hörfunkanbieter: Zur Verfassungsmässigkeit von § 11 Abs. 3 Hörfunksatzung. Rechtsgutachten. Reinhard Fischer, München 2005.
- Embryonenforschung und Menschenwürde. Nomos, Baden-Baden 2006.
- (mit Georgios Zagouras) Medienkonzentrationsrecht: Vielfaltsicherung in den Medien. Beck, München 2008.
- (mit Greg Taylor) Media Diversity Law. Lang, Frankfurt am Main 2016.